# Roskilde Stift (før 1536)
Roskilde Stift var et katolsk bispedømme, der blev oprettet før år 1022. Stiftets hovedområder var oprindeligt Skåne og Sjælland. Skåne blev dog delt mellem Dalby Stift og Lund Stift allerede i 1060.
Fra 1168 var stiftets hovedområder Sjælland, Møn. Derimod hørte Lolland, Falster og Femern under Odense Stift.  
Under Reformationen i 1536 skiftede stiftet navn til Sjællands Stift. Det nuværende Roskilde Stift blev oprettet i 1922. 
Se også Roskildes bisperække.